# 朱政学
朱政学（1962年3月—），汉族，河北赵县人，中华人民共和国政治人物。曾任河北省委组织部常务副部长，2018年12月出任中共邢台市委书记，2019年12月任中共秦皇岛市委书记。2021年6月不在担任中共秦皇岛市委书记，出任为河北省政协社会和法制委员会主任。